# 闽赣葡萄
闽赣葡萄（学名：Vitis chungii）为葡萄科葡萄属下的一个种。

## 扩展阅读
- 維基物種上的相關：闽赣葡萄